# 최재욱 (희극인)
최재욱(1982년 5월 24일~)은 대한민국의 개그맨이다.